# کیشا بوچنان
کیشا بوچنان (به انگلیسی: Keisha Buchanan) (زاده ۳۰ سپتامبر ۱۹۸۴) خوانندهٔ انگلیسی است.
او قبلاً عضو گروه شوگابیبز بود.